# پناهگاه سنگی کوه زرد
پناهگاه سنگی کوه زرد مربوط به دوره نوسنگی است و در شهرستان گیلانغرب، بخش مرکزی، دهستان چله، ۳۰۰ متری شمال غربی روستای بان میا واقع شده و این اثر در تاریخ ۱۸ اسفند ۱۳۸۷ با شمارهٔ ثبت ۲۴۸۶۱ به‌عنوان یکی از آثار ملی ایران به ثبت رسیده‌است.